# Балано Олексій Дмитрович
Олексій Дмитрович Балано (16 березня 1897, м. Золотоноша, Полтавська губ.— після 30 грудня 1935) — украънський військовик, інженер-гідротехнік; військове звання — старшина-артилерист російської армії, поручник 3-ї гарматної бригади 3-ї Залізної дивізії Армії УНР.
Відповідно до українського законодавства є борцем за незалежність України у XX столітті.

## Біографічні відомості
Закінчивши Петровський кадетський корпус (Полтава, 1908—1915), вступив до Михайлівської артилерійської школи.
З липня 1922 р. в «Описі життя» зазначав: «По підвищенні в старшинську рангу служив у артилерії російської армії, в складі якої брав участь в боях і походах проти Австро-Германії. Був ранений і контужений. В 1918 р. вступив в військо УНР, в рядах якого боровся проти більшовиків. Під час останнього відступу військ УНР в листопаді 1920 року попав у полон до большевиків, але втік з неволі в Польщу, де і був інтернований польською владою 25 грудня 1920 року».
Служив сотником у Запорозькому гарматному полку. Закінчив межовий відділ Високої технічної школи (Прага, 1925) та гідротехнічний ф-т УГА в Подєбрадах (23.01.1932).
Подальша доля невідома. 